# Zinkhütte Giesche

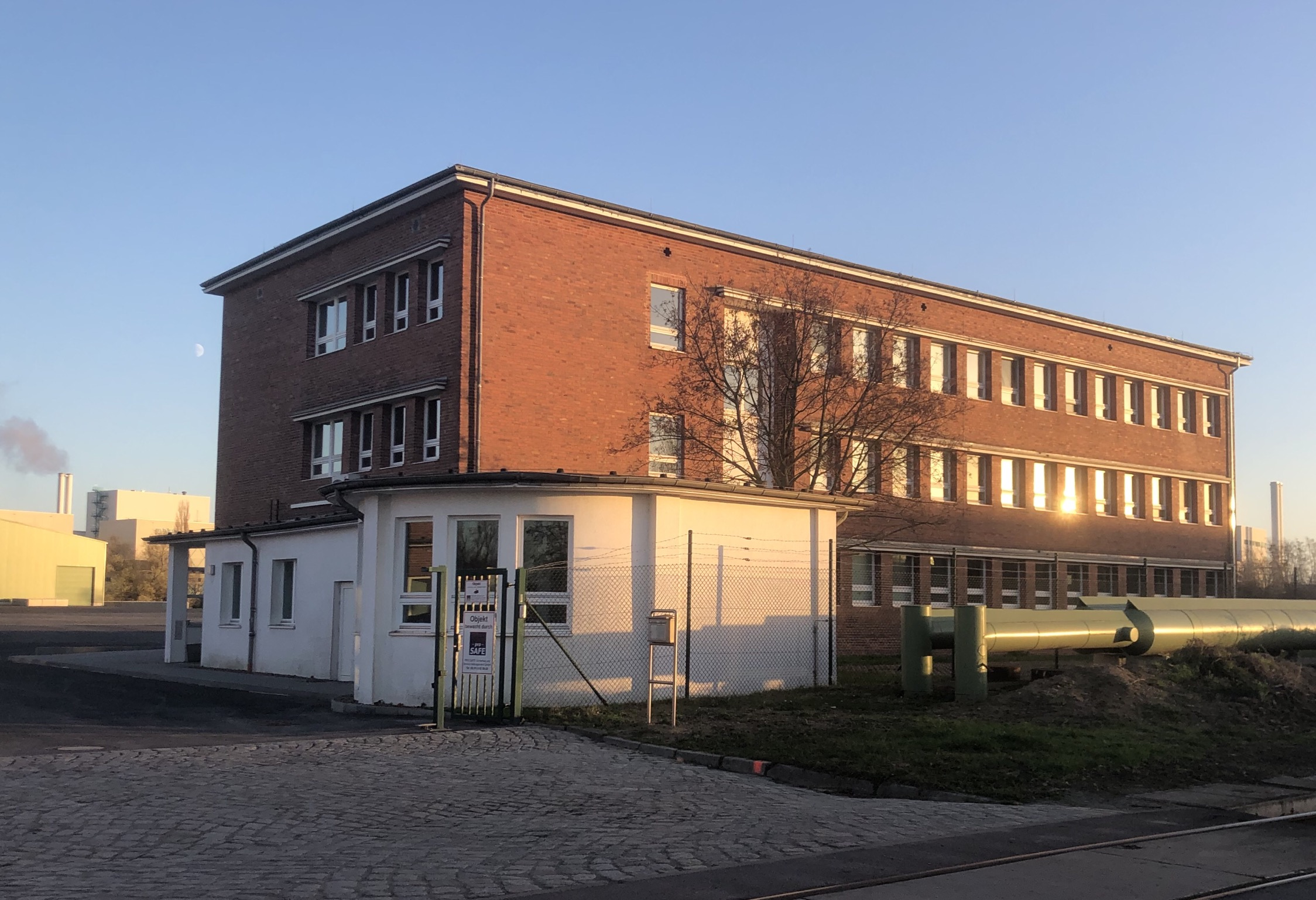
Ehemalige Zinkhütte Giesche, 2020

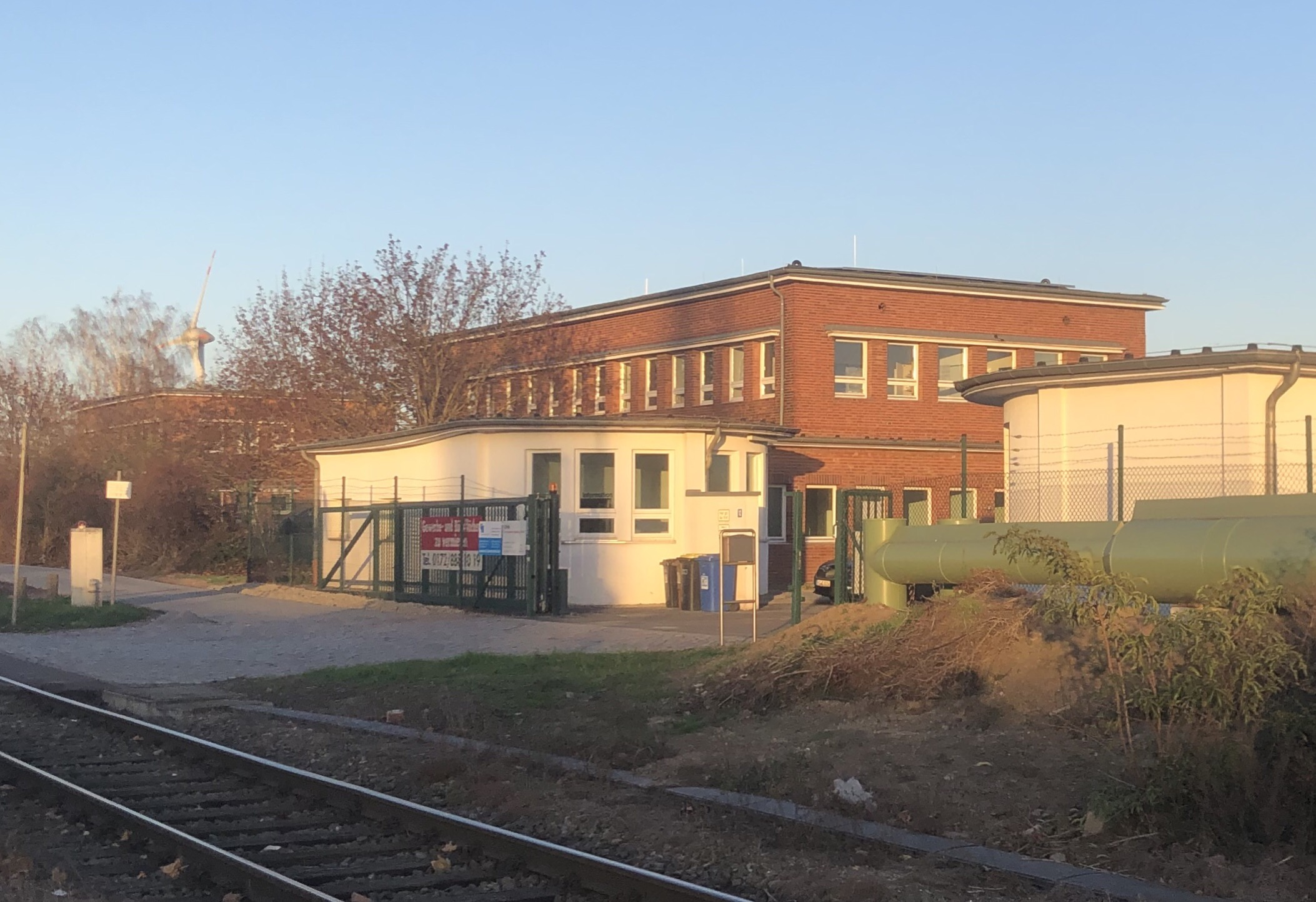
Blick von Südwesten, 2020

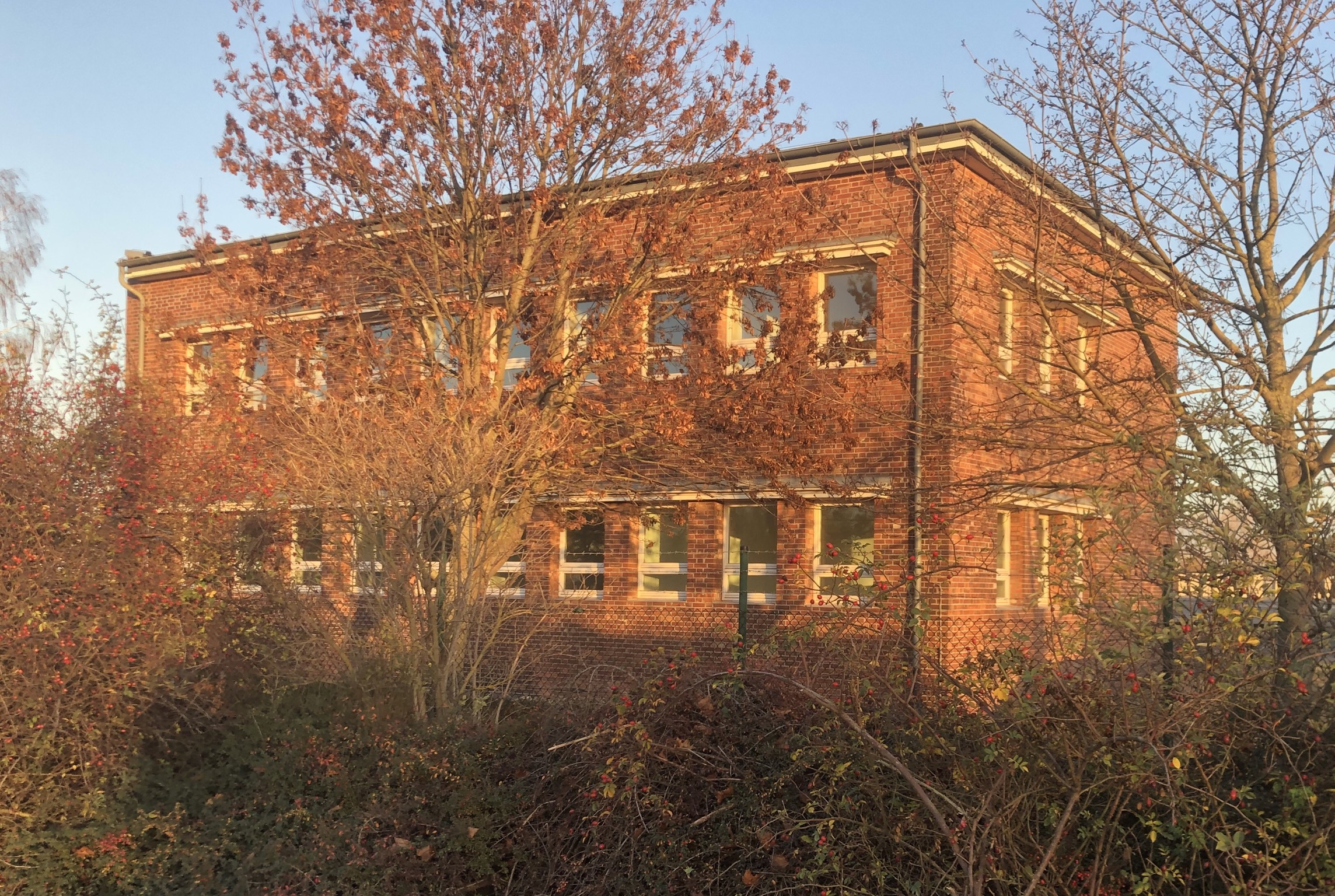
Nördliches Gebäude, 2020

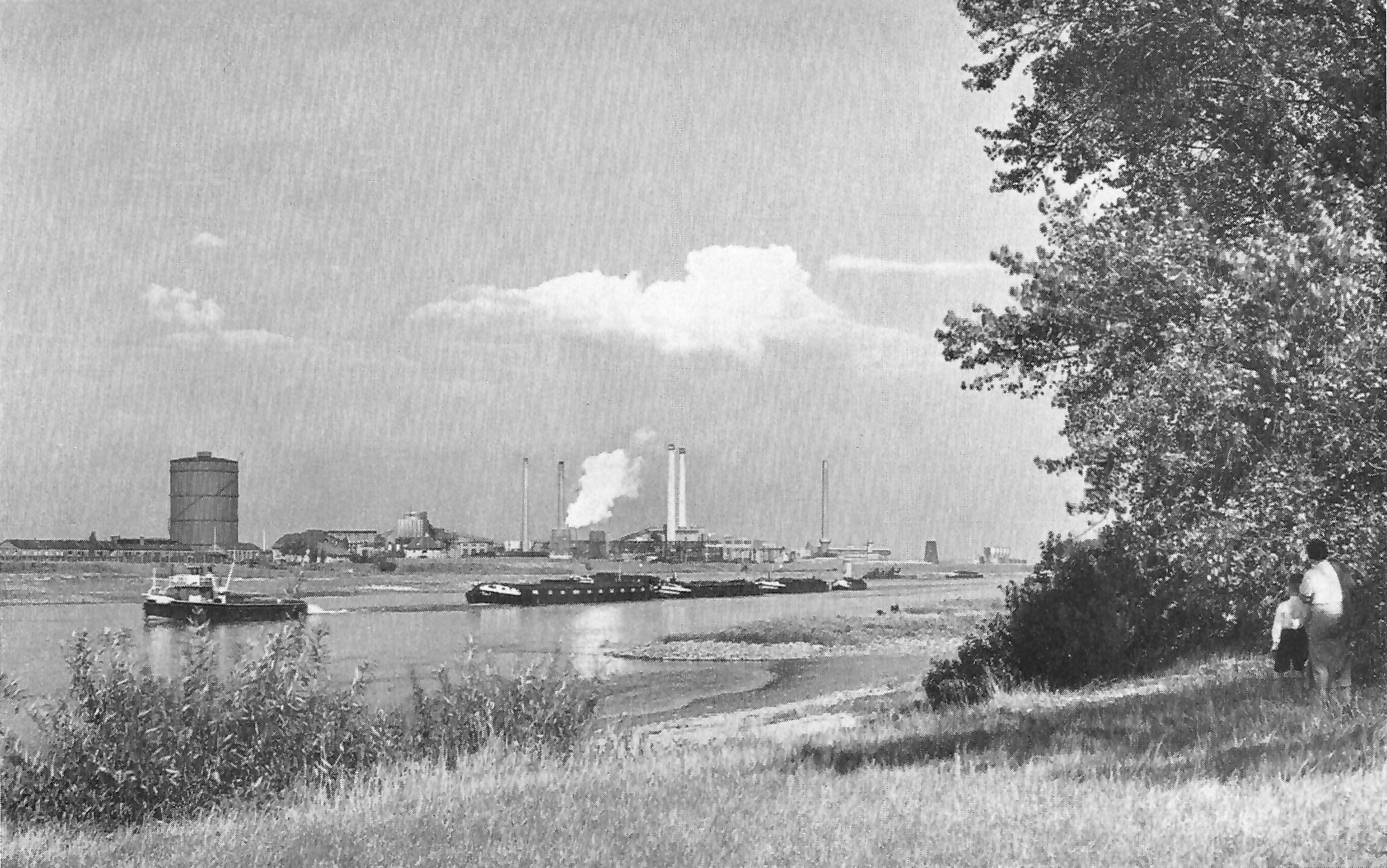
Blick über die Elbe auf das Gebiet der Zinkhütte, 1936

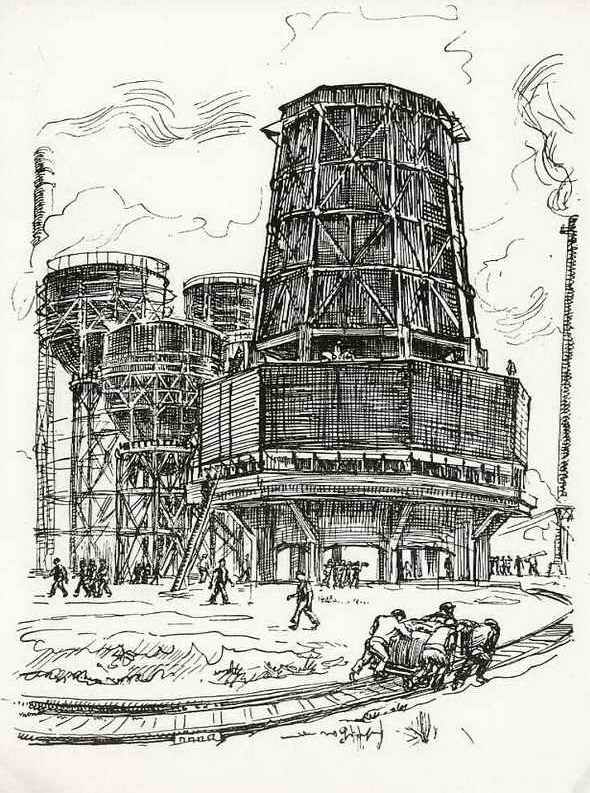
Zeichnung der Zinkhütte von Wilhelm Giese, 1937

Die Zinkhütte Giesche war eine Zinkhütte in Magdeburg. Erhaltene Verwaltungsbauten der Hütte stehen unter Denkmalschutz. 

## Lage
Die Anlage befindet sich auf der Ostseite des August-Bebel-Damms im Magdeburger Stadtteil Gewerbegebiet Nord an der Adresse August-Bebel-Damm 12. Östlich befinden sich Anlagen des Hafen Magdeburg.

## Architektur und Geschichte
Die Hütte wurde in den Jahren 1933/1934 vom in Breslau ansässigen schlesischen Bergbaukonzern Georg von Giesches Erben errichtet. Neben den Verwaltungsbauten entstand auf dem ausgedehnten Werksgelände auch ein Huthaus sowie ein chemisches Labor. Die Zinkhütte gehörte zu den großen Werksanlagen im Industriegebiet. Sie hatte eine reichsweite Bedeutung und diente zur Verarbeitung von in Oberschlesien gewonnenem Erz (Galmei). Die Gründung der Anlage war bereits in den 1920er-Jahren als Ersatz für im Zuge des Versailler Vertrags an Polen gegangenen Hütten beschlossen worden.
Während des Zweiten Weltkriegs wurde das Werksgelände bei einem Luftangriff am 28. Mai 1944 schwer getroffen.
Der erhaltene Komplex der Verwaltungsgebäude zieht sich entlang der Straße. Es entstanden drei langgestreckte Klinkerbauten. Der südlichste ist drei-, die anderen beiden zweigeschossig ausgeführt. Die Architektur ist sachlich-funktional gestaltet. Die Fassaden sind horizontal durch die Fenster und Gesimse aus Beton gegliedert. Bedeckt sind die Gebäude durch vorkragende Flachdächer. Nördlich des südlichen Gebäudetrakts befindet sich der Werkseingang. Er wird von eingeschossigen Pförtnergebäuden flankiert, die jeweils bogenförmig zur Straße hin abschließen.
Im örtlichen Denkmalverzeichnis ist die Fabrik unter der Erfassungsnummer 094 81878 als Baudenkmal verzeichnet.
Das Gebäudeensemble gilt als Beispiel für die Fortführung der modern und funktionalen Architektur im Industriebau in der Zeit des Nationalsozialismus. Das Werk war ein frühes Element der NS-Rüstungsindustrie.